# Купянский молочно-консервный комбинат
Купянский молочно-консервный комбинат (КМК) (укр. Куп'янський молочноконсервний комбінат) — предприятие молочной промышленности в городе Купянск Харьковской области.

## История
Предприятие было построено в 1953—1957 годах и введено в эксплуатацию в октябре 1957 года как завод по производству сгущённого молока всесоюзного производственного объединения «Союзконсервмолоко» с проектной мощностью 20 млн условных банок в год, в ходе реконструкции в 1974—1977 годов производственные мощности были увеличены.
В 1970-е — 1980-е годы предприятие входило в число ведущих предприятий города.
В 1989 году комбинат (ранее являвшийся предприятием союзного подчинения) передали в ведение Госагропрома УССР.
После провозглашения независимости Украины государственное предприятие было преобразовано в закрытое акционерное общество.
К концу 1990-х годов из-за уменьшения поставок молока, вызванных сокращением государственной поддержки мясо-молочной отрасли, а также из-за снижения спроса населения на молочную продукцию положение комбината осложнилось. В ноябре 1998 года производственные мощности Купянского МКК позволяли перерабатывать до 700 т молока в сутки, но были загружены едва наполовину.
Весной 2006 года предприятие освоило производство творожных десертов в 100-граммовой упаковке. В мае 2006 года ассортимент выпускаемой молочной продукции составлял свыше 60 наименований, производственные мощности комбината обеспечивали возможность переработки до 250 тонн молока в сутки.
2014 год комбинат завершил с прибылью 16,557 млн. гривен.
2015 год комбинат завершил с прибылью 19,111 млн гривен.

## Современное состояние
Комбинат выпускает пастеризованное молоко, сухое молоко, молочные консервы в жестяных банках и полимерной упаковке (сгущённое молоко, сгущённые сливки с сахаром и др.), сливочное масло, творог и кисломолочные продукты под торговыми марками «Заречье», «Молочна слобода» и «Насолода».